# Història de la Xina
La història de la Xina té més de quatre mil anys de registres escrits i un abundant patrimoni prehistòric. És, per tant, la història d'un dels primers països civilitzats. Les dinasties successives van desenvolupar un sistema burocràtic força elaborat, que donà als pagesos xinesos un avantatge important respecte als nòmades i als muntanyesos veïns. La civilització xinesa va estar reforçada pel desenvolupament d'una ideologia nacional basada en el confucianisme i per una llengua escrita comuna que permeté lligar les diferents llengües locals, totes molt diferents de l'oral. Quan la Xina va ser conquerida per les tribus nòmades del Nord, com els mongols al segle xiii, els invasors van adoptar tard o d'hora els costums de la civilització xinesa i van designar xinesos per a la seva administració.
La Xina és una de les civilitzacions més antigues del món amb continuïtat fins a l'actualitat; té els seus orígens a la conca del riu Groc, on van sorgir les primeres dinasties, Xia i Shang. L'existència de documents escrits fa prop de 3.500 anys ha permès el desenvolupament a la Xina d'una tradició historiogràfica molt precisa, que ofereix una narració contínua des de les primeres dinasties fins a l'edat contemporània. La cultura xinesa, segons el mite, s'inaugura amb els tres emperadors originaris: Fu Xi, Shennong i finalment l'emperador Groc, aquest últim considerat com el veritable creador de la cultura xinesa. No obstant això, no existeixen registres històrics que demostrin l'existència real d'aquestes personalitats, les quals, d'acord amb la transmissió oral de generació en generació, haurien viscut fa uns 5.000 o 6.000 anys.

## Cronologia tradicional xinesa
La història de la Xina s'origina a la Plana del Nord de la Xina, a la conca del riu Groc, on van sorgir les primeres dinasties, Xia i Shang. L'existència de documents escrits des de temps molt antics ha permès el desenvolupament d'una tradició historiogràfica molt precisa, que ofereix una narració contínua des de les primeres dinasties fins a l'edat contemporània, cosa que en fa una de les civilitzacions més antigues del món amb continuïtat fins a l'actualitat.
L'enorme extensió geogràfica de l'estat actual de la República Popular de la Xina fa que, inevitablement, la història de tot aquest territori abasti, en sentit ampli, un gran nombre de pobles i civilitzacions. No obstant això, el fil conductor de la narració tradicional de la història xinesa se centra, en un sentit més restringit, en el grup ètnic dels xinesos, i està íntimament associada a l'evolució de la llengua xinesa i el seu sistema d'escriptura basat en els caràcters. Aquesta continuïtat cultural i lingüística és la que permet establir una línia expositiva de la història de la civilització xinesa que, tant des dels textos més antics del I mil·lenni aC, com des dels clàssics confucians, passant per les grans històries dinàstiques promogudes pels emperadors, ha continuat fins al present. Els descobriments arqueològics del segle xx, molt especialment els dels ossos oraculars, que recullen les primeres manifestacions escrites en llengua xinesa, han contribuït en les últimes dècades a un coneixement molt més detallat dels orígens de la civilització xinesa.
La narració tradicional xinesa de la història es basa en l'anomenat cicle dinàstic, mitjançant el qual els esdeveniments històrics s'expliquen com el resultant de dinasties de reis i emperadors que passen per etapes alternes d'auge i declivi. Aquest model del cicle dinàstic ha estat criticat per molts autors per dues raons fonamentals: en primer lloc, pel seu simplisme, ja que el model adopta un patró recurrent segons el qual els primers emperadors són heroics i virtuosos, mentre que els últims són febles i corruptes. Aquesta visió està, sens dubte, influïda per la interpretació de les mateixes dinasties regnants, que trobaven en la degradació de la dinastia precedent una legitimació del seu propi ascens al poder. En segon lloc, el model dinàstic ha estat també criticat per presentar una visió nacionalista artificial, ja que el que en una interpretació alternativa es podria veure com una successió de diferents estats i civilitzacions en un mateix territori, apareix com una simple alternança de règims de govern en el marc impertorbable d'una entitat nacional única.
Malgrat aquestes crítiques, el model del cicle dinàstic permet veure els esdeveniments històrics que han portat a la formació de la Xina actual com una estructura lineal de fàcil comprensió, cosa que ha mantingut la seva vigència entre els historiadors fins a l'actualitat. Una altra raó principal per la qual l'estudi de les dinasties i els seus emperadors ha estat fonamental entre els xinesos en l'anàlisi de la pròpia història és el sistema tradicional de datació, segons el qual cada emperador establia els seus períodes de regnat com a marc per comptabilitzar els anys. Així, l'any occidental de 1700 es correspon, segons el sistema tradicional xinès, amb l'any 38 de l'era Kangxi, mentre que l'any 1750 seria l'any 15 de l'era Qianlong. Fins i tot, avui en dia, a Taiwan, l'any 2007 es designa en contextos formals com any 96 de la República. Aquest ús de les dinasties i els seus emperadors per a la mateixa datació dels anys ha fet imprescindible el domini de la cronologia dinàstica en la tradició cultural xinesa per a endinsar-se en l'estudi de la història.

## Prehistòria
El territori que actualment ocupa la República Popular de la Xina ha estat poblat des de fa milers d'anys. S'han trobat restes d'homínids que constitueixen els avantpassats més remots de l'ésser humà. De fet, per a molts experts, cada vegada és més clar que aquest va poder ser un dels escenaris, junt amb Àfrica, on va sorgir la civilització humana. Així ho demostren les restes trobades pertanyents a l'humà de Renzidong, de fa més de dos milions d'anys; l'humà de Yuanmou de fa un milió set-cents mil anys; l'humà de Nihewan de fa un milió cinc-cents mil anys; l'humà de Lantian de fa uns sis-cents mil anys; l'humà de Nanjing de fa mig milió d'anys o l'humà de Pequín, el més conegut de tots ells, ja que quan es va descobrir, el 1929, es va identificar com la "baula perduda» de l'evolució humana.
Posteriorment, sorgirien altres cultures, com l'humà de Dali, que va viure a Yunnan fa entre 230.000 i 180.000 anys; l'humà de Maba a Canton; l'humà de Fujian de fa uns 200.000 anys o l'humà de Dingcun, a la província de Shanxi, de fa uns 100.000 anys.
L'Homo sapiens apareix fa uns 40.000 anys. L'humà de la caverna superior, trobat a Zhoukoudian, va viure fa 18.000 anys i revela un grau d'evolució de major complexitat respecte a altres cultures del sud del país. Fa uns deu mil anys, es comença a conrear arròs al riu Yangzi i, poc després, mill a la província d'Henan.
En el mil·lenni VIII aC, les cultures de la zona de la vall del riu Groc es van fer sedentàries. Un mil·lenni després començaria la domesticació d'animals. És l'inici del que actualment coneixem com a civilització xinesa, els primers vestigis de la civilització Han que acabaria assimilant en mesura major o menor les altres cultures sorgides al sud i oest del país.
El neolític xinès té com a cultures plenes Peilikan i Cishan, precursores de la cultura de Yangshao, que s'estendria per les actuals províncies de Gansu i Shaanxi, entre el V mil·lenni aC i el III mil·lenni aC. Va ser la primera a abastar una gran àrea. Són característics els seus objectes de ceràmica pintada, amb inscripcions que podrien ser el començament dels caràcters xinesos d'escriptura. Una cultura semblant és la de Majiayao, desenvolupada a Gansu i Qinghai.
Contemporàniament a la de Yangshao, sorgeixen altres cultures: al delta del riu Yangzi, la d'Hemudu entre els anys 5000 i 3000 aC, i posteriorment la de Liangzhu, considerada la seva hereva; la d'Hongshan, entre els anys 4000 i 2500 aC, a l'actual regió de Mongòlia interior i que posteriorment s'estén per les actuals Hebei i Liaoning, que elabora amulets de jade i presenta un gran desenvolupament dels rituals funeraris; la de Dadiwan, a Gansu i la de Dawenkou.
De totes aquestes cultures, només sobreviurien les de Yangshao, Dawenkou i Hongshan, que es fusionarien en la cultura de Longshan, començament de la unitat territorial i política de la plana del nord de la Xina. En aquest substrat cultural, sorgeixen les figures semillegendàries de l'emperador Groc, que després de la batalla de Banquan va unificar les tribus que donaren peu a l'ètnia han, i dels tres augusts i cinc emperadors, els últims dels quals, Yu el Gran, fundaria la dinastia Xia, i entraria així la Xina en la seva època històrica.

## El món antic

Evolució territorial de les primeres dinasties

A partir del segle iv aC, es va forjant una cultura original. La particular geografia de la Xina en marca el caràcter, perquè les valls dels dos grans rius estan envoltades al nord per les estepes mongoles, a l'oest pels deserts de l'Àsia central, al sud per l'Himàlaia i a l'est pel mar. En aquest entorn tancat apareixen i desapareixen regnes.

### Societat esclavista
Les dinasties Xia, Shang i Zhou de l'Oest són dinasties que controlen només part del territori. Han de guerrejar contínuament amb els estats veïns. Els clans familiars es van transformant en senyors feudals.

### Inici del feudalisme
L'extensió de l'ús del ferro en l'agricultura va fent més forts alguns estats.
El període de Primaveres i Tardors i el període dels Regnes Combatents, al final de la dinastia Zhou, marquen l'època clàssica de la Xina, amb l'aparició de figures tan importants com Confuci, Laozi i Sunzi. No existeix un únic país, sinó una sèrie de regnes, més o menys agrupats sota un governant dels Zhou, que comparteixen trets comuns i que es consideren una ètnia en contraposició amb altres pobles, com els Xiongnu.

### Unificació de la dinastia Qin
A poc a poc, l'estat de Qin va prenent més força; el gran desenvolupament de la seva producció el fa molt poderós en tots els àmbits, econòmic, polític i militar.
El 221 aC, l'emperador Qin Shihuang sotmet la resta de regnes; funda la dinastia Qin i inicia una unificació administrativa i social sense precedents.
Es produeix la primera unificació del que esdevindrà la Xina.

## L'edat imperial
Des de la instauració de la dinastia Han el 206 aC fins a la caiguda de l'última dinastia, la dinastia Qing el 1912, la història de la Xina és una successió d'uns períodes estables i d'unificació sota una sola dinastia, i d'altres de fragmentació i inestabilitat, sigui d'origen intern o per invasions dels pobles del nord.
Durant les dinasties més llargues i estables, Han, Tang, Yuan, Ming i Qing, s'escometen grans obres públiques hidràuliques i defensives. Els exemples més coneguts en són l'ampliació de la Gran Muralla o la construcció del Gran Canal.
La dinastia Han, la succeeix un període convuls d'uns 300 anys fins al 589, amb la instauració de la dinastia Sui. La breu dinastia Sui dona pas a la pròspera dinastia Tang. Segons alguns autors, és el període de màxima esplendor de la cultura xinesa. La dinastia Tang pacifica el nord, obre grans rutes comercials i en millora les preexistents (ruta de la Seda) cap a l'Índia i l'Àsia central, i produeix un gran augment de la producció.
Després del llarg període de pau, el país es torna a fraccionar i no es torna a pacificar fins que no es completa la conquesta de les tribus nòmades del nord i es funda la dinastia Yuan d'origen mongol.
Amb les últimes dinasties, el sistema imperial està molt consolidat. La maduresa i estabilitat interna de la dinastia Ming i després de la dinastia Qing, d'origen manxur, fan que s'hi produeixi un cert estancament social i cultural. La Xina pensava que ho tenia tot, que no hi havia al món ningú a qui témer o de qui aprendre.

### Dinastia Qin

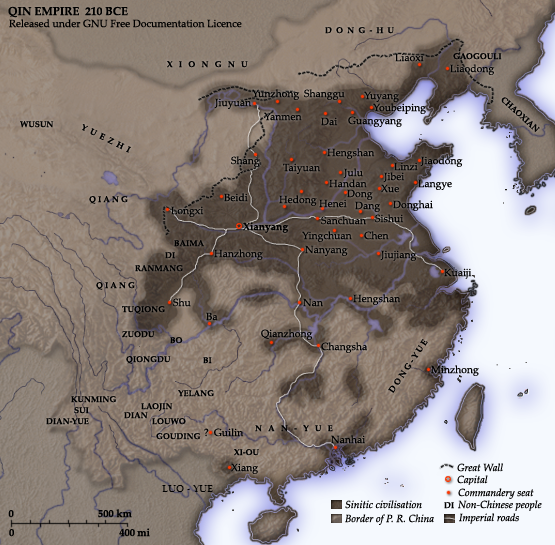
Extensió de la dinastia Qin

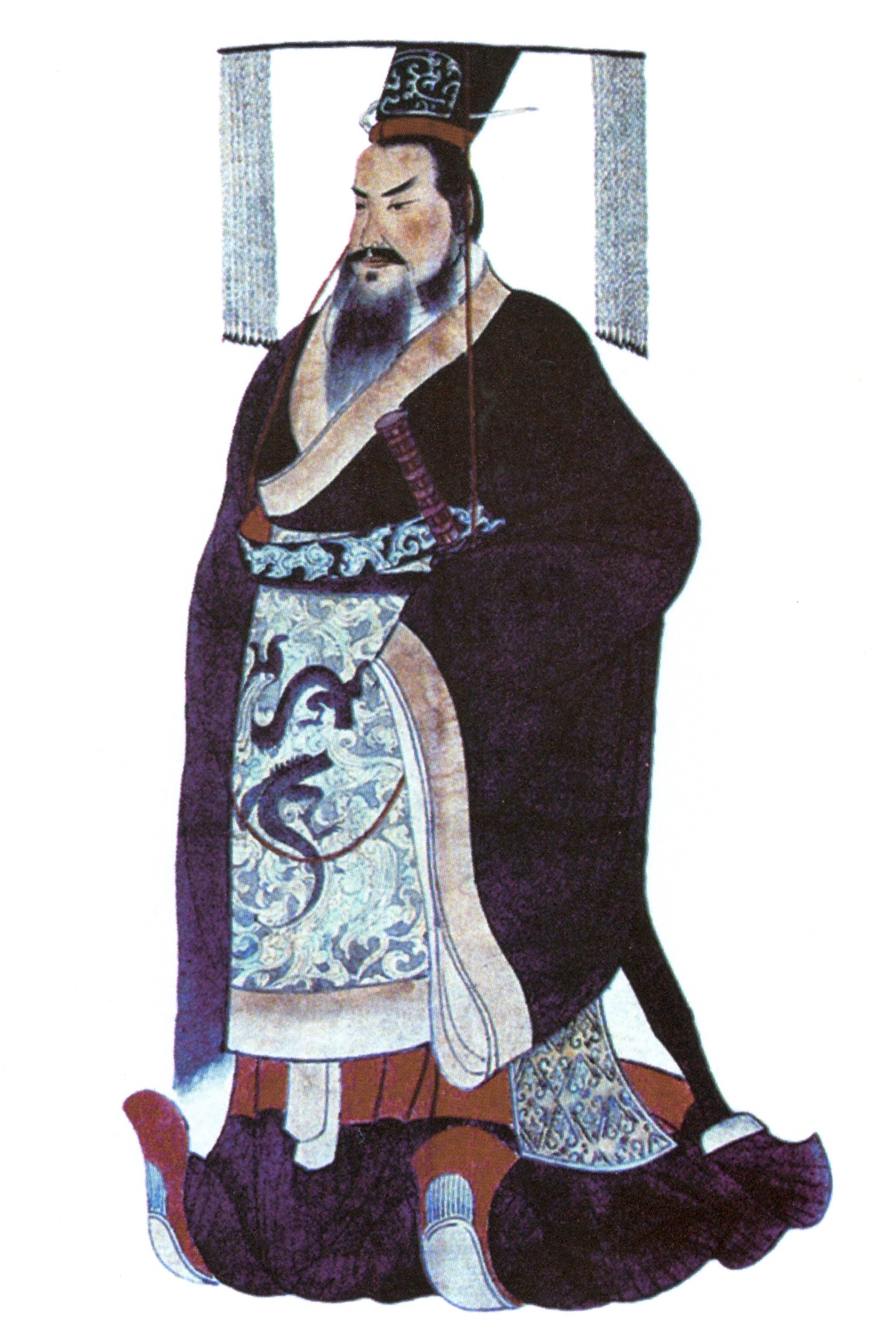
Qin Shi Huang, fundador de la dinastia Qin

El rei dels Qin funda una nova dinastia amb el nou nom de 皇帝 (huangdì), de connotacions religioses, que vol dir 'emperador'. A partir d'aquest moment històric, tots els monarques xinesos posteriors utilitzaran aquest títol, i abandonaran la denominació de «reis» (王' wang). El nou emperador es va fer anomenar 始 皇帝 Shǐ Huangdì ('primer emperador'), i es veia a si mateix com el primer de qui esperava que fos una llarga dinastia d'emperadors. És la primera dinastia d'una Xina reunificada i molt més gran que la governada pels Zhou.
Avui en dia, els xinesos en diuen més freqüentment Qin Shi Huang ('Primer emperador Qin'). Amb ell sorgeix, per primera vegada en la història, un estat xinès fort, centralitzat i unificat.
L'estat Qin va dur a terme una tasca intensa d'unificació de normes: es van unificar els pesos i les mesures, i també el sistema d'escriptura. Es va ordenar la tristament cèlebre crema de llibres i enterrament d'intel·lectuals, en què es van destruir escrits que no s'ajustaven al model religiós i social del nou imperi.
Va construir enormes palaus a Xianyang per convertir els seus antics enemics en cortesans; va unificar els fragments de muralla construïts durant els segles anteriors a la Gran Muralla; també va iniciar la construcció del seu mausoleu, el famós exèrcit de guerrers de terracota.
Malgrat l'èxit militar de la unificació, la crueltat i els nombrosos treballs que Qin va imposar al poble van sembrar el descontentament van comprometre la supervivència de la dinastia Qin inviable. Després de la mort de Qin Shi Huangel 209 aC, els rebels van aprofitar el regnat del seu feble fill Ershi Huangdì ('Emperador Segon'), per posar fi a la dinastia Qin i arrasar la capital, Xinyang. El 206 aC, Liu Bang, que dirigia la rebel·lió militar contra l'exèrcit Qin, es proclama emperador, i funda una nova dinastia: els Han.

### Dinastia Han
Liu Bang va establir una nova dinastia, la dinastia Han, que va prosperar amb rapidesa: l'agricultura, la indústria i el comerç van florir.
El general Zhang Qian va ser enviat a les regions de l'oest a la recerca dels cavalls necessaris per les contínues guerres contra els huns. Quan en va tornar es va inaugurar la ruta de la Seda. Les sedes xineses es venien molt bé en aquestes terres, de les quals arribaven productes fins aleshores desconeguts. S'inventa el paper, cosa que ajuda a promoure l'educació, el sismògraf i nombroses tècniques noves que revolucionen l'estat.
Els ideals que van contribuir a aixecar la dinastia van desapareixent; el poble, que es trobava disgustat, va augmentant el seu rebuig al règim i sorgeixen revolucions en diferents punts del país, com la dels "Llenyataires Verds» i les "Celles Vermelles» obliguen a traslladar la capital de Xi'an a Louyang l'any 25. I la dels Turbants Grocs, l'any 184, acabarà per posar fi a la dinastia.
La dinastia Han es divideix en dos períodes: Han occidentals, que van tenir la capital a Chang'an, i els Han orientals, que van mantenir un control menys efectiu sobre el territori, i van haver de desplaçar la cort a l'est, a prop de l'actual Luoyang.
Entre tots dos períodes, la dinastia Han es va veure interrompuda breument per l'«usurpador» per excel·lència de la història xinesa, Wang Mang, que va instaurar la seva pròpia dinastia Xin i va intentar organitzar un estat basat en el pensament confucià.
El període Han occidental fou un període de prosperitat econòmica i cultural, especialment durant el regnat de l'emperador Wu (Han Wudi, en xinès), que va derrotar el poble nòmada Xiongnu i va obrir rutes comercials amb l'Àsia central i l'Índia, en particular la ruta de la Seda, la qual, en intensificar els contactes entre la Xina i altres pobles asiàtics, va fer possible l'entrada del budisme a la Xina. Durant el regnat de l'emperador Wu, el gran historiador xinès Sima Qian va completar les Memòries històriques, obra començada pel seu pare, Sima Tan, en la qual es narra tota la història xinesa fins aquell moment.

### Període dels Tres Regnes
És el període en què la Xina està dividida, després de la caiguda de la dinastia Han i per les lluites que s'estenen pel país.
Breument, s'unifica sota els Jin de l'est, per a novament ser dividida en nombroses dinasties de breu regnat. En destaca la dinastia Wei del nord (386-534), fundada pels Tuoba, un poble de la família dels huns, que des de les capitals Datong i després a Luoyang donen un impuls a l'establiment del budisme. En aquest període, es va iniciar la construcció de les majestuoses coves de Yunggan, Longmen i Mogao.
L'autoritat de Cao Cao a Luoyang, on el poder nominal encara residia en l'emperador Xian, va enfrontar els seus dos rivals militars Liu Bei i Sun Quan. Després de la batalla dels Penya-segats Rojos, l'any 208, en què aquests van derrotar les tropes de Cao Cao, l'imperi va quedar dividit en tres. L'any 220, després de la mort de Cao Cao, el seu fill Cao Pi va enderrocar l'últim emperador Han i es va proclamar emperador a Luoyang de la nova dinastia Wei. Liu Bei no va acceptar la legitimitat de la nova dinastia i, el 221, es va autoproclamar continuador de la dinastia Han a Chengdu, al Regne de Shu, actual província de Sichuan. De la mateixa manera, Sun Quan, des de la seva base de poder al Baix Yangzi, després de fracassar en els intents d'arribar a un acord amb Cao Pi, va fundar el Regne de Wu el 222, i uns anys després, el 229, es va proclamar emperador. D'aquesta manera, la Xina va quedar dividida en tres regnes, Wei, Shu-Han i Wu, que es disputaven la legitimitat de la continuïtat dels Han.

### Dinastia Jin
La reunificació de la Xina es va produir sota la dinastia Jin, que es pot dividir en dues etapes: els Jin occidentals (265 - 316), que van aconseguir unificar la Xina, i els Jin orientals (317 - 420), que van continuar governant el sud de la Xina.
L'any 263, les tropes de Wei conquerien l'estat de Shu, amb la qual cosa els tres regnes es van convertir en dos. El 265, Sima Yan, de la prestigiosa família Sima, descendents de Sima Qian, va enderrocar l'emperador Wei, acabà amb el poder de la família Cao, i va instaurar la dinastia Jin. L'any 280, els Jin van conquerir el Regne de Wu, amb la qual cosa van aconseguir reunificar, sota la nova dinastia, l'antic imperi Han.
Aquesta unificació no duraria gaire temps. La cort Jin a Luoyang es veia amenaçada pels pobles nòmades del nord que havien format diversos estats i gaudien d'una llarga tradició militar. Aquests estats del nord acabarien conquerint les capitals, Luoyang l'any 311, i Chang'an al 316. Així, l'estat Jin va desaparèixer del nord de la Xina, que va passar a estar dividit en setze regnes. La conquesta del nord pels pobles nòmades o seminòmades va provocar un important èxode de població cap al sud. La cort Jin es va reconstituir a la ciutat meridional de Jiankang, a prop de l'actual Nanquín, on seguiria governant fins a l'any 420.

### Setze regnes
Els historiadors xinesos han donat el nom de "període dels Setze Regnes» a l'època compresa entre els anys 304 i 439, durant la qual el nord de la Xina va travessar una etapa de fragmentació política i de caos. Aquests setze regnes havien estat formats per pobles d'ètnia no xinesa.

### Dinasties meridionals i septentrionals

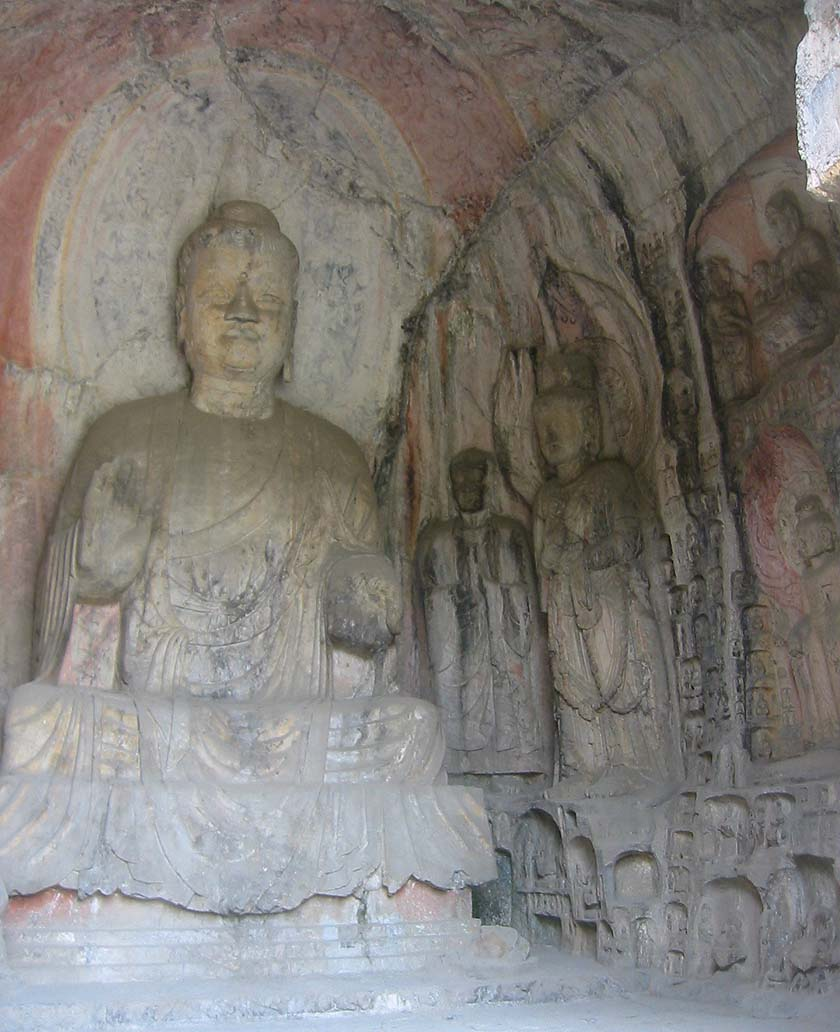
Escultures budistes a les coves de Longmen, properes a Luoyang, de l'època Wei del Nord

Precisament, seria un altre poble d'ètnia no xinesa, els Tuoba, els que van aconseguir unificar el nord de la Xina en derrotar tots aquests petits estats i van proclamar la dinastia Wei del Nord l'any 440. Amb la unificació del nord, la Xina va quedar dividida en dos estats: l'un al nord, en el qual se succeiran les anomenades dinasties septentrionals: Wei del Nord, Wei de l'Est, Wei de l'Oest, Qi del Nord i Zhou del Nord, i un altre al sud, en el qual, en ser enderrocat l'últim emperador Jin el 420, es van succeir quatre dinasties en la cort de Jiankang: els Song, Qi, Liang i Chen.

### Dinastia Sui
L'any 581, Yang Jian, general de l'exèrcit de la dinastia Zhou del nord, va prendre el poder i va proclamar una nova dinastia: els Sui. Vuit anys després, el 589, la dinastia Sui derrotava la feble dinastia Chen del sud, amb la qual cosa aconseguia la reunificació del sud i el nord.
Després de la reunificació, es va iniciar una etapa de reformes institucionals i de consolidació del poder central. En aquesta època, es va construir el Gran Canal de la Xina i es va ampliar la Gran Muralla Xinesa. També va ser una època de promoció del budisme.
L'any 604, Yang Guang va succeir al seu pare en el tron. Després d'una sèrie de revessos militars a les regions frontereres, es van produir insurreccions militars. El segon emperador Sui va morir assassinat el 617. S'intenta millorar amb reformes la situació del poble, però són traïdes pel seu fill, i es desencadena una successió de guerres camperoles, que finalitzen amb la presa del poder de Li Yuan, l'any 618, que funda la dinastia Tang, amb capital a Xi'an.

### Dinastia Tang
En efecte, l'any 618, un any després de la mort de l'últim emperador Sui, el militar Li Yuan assumia el poder com a emperador Gaozu de la nova dinastia Tang. L'any 624, el seu fill, després d'haver matat dos dels seus germans davant de la porta de Xuanwu a Chang'an, l'obligava a abdicar, i esdevenia el segon emperador Tang, Taizong. Després de la mort violenta del primer hereu al tron, un segon fill de l'emperador va ser nomenat hereu, i pujaria al tron com a emperador Gaozong el 649. Durant el regnat de Taizong, una de les seves concubines, que havia estat anteriorment concubina del seu pare, aconseguiria un gran poder d'influència fins al punt que, finalment, després de seguir governant des de l'ombra sota el regnat de dos dels seus fills, ella mateixa es convertiria en emperadriu.

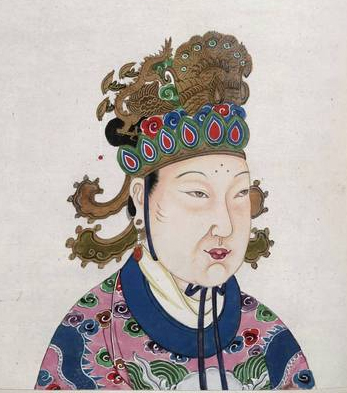
Emperadriu Wu

Així, després d'enderrocar el seu propi fill, l'emperador Zhongzong, l'emperadriu Wu va ser la primera i única dona que va governar la Xina en tota la història. En pujar al tron, va proclamar una nova dinastia Zhou.
El regnat de l'emperadriu Wu estaria marcat pel seu intent de legitimar el seu poder, qüestionat per molts, que veien una vulneració de les normes confucianes en la presència d'una dona en el tron imperial. L'emperadriu va patrocinar el budisme i, especialment, formes d'aquest que donaven legitimitat al seu poder.
L'any 705, l'emperadriu Wu que, segons les cròniques existents, tenia ja 80 anys, va ser enderrocada i el seu fill, l'emperador Zhongzong, va reprendre el poder, i restaurà la dinastia Tang. Deesprés de diversos anys de lluites internes, l'emperador Xuanzong consolidaria el poder de la dinastia.
Malgrat totes aquestes lluites pel poder que es van succeir en aquests anys, aquesta primera part de la dinastia Tang va ser una època d'esplendor cultural en què l'imperi dominava grans extensions de terreny, fins i tot parts de l'Àsia central, en l'actual regió autònoma de Xinjiang, que no tornarien a ser controlades per un emperador xinès fins a l'última dinastia Qing. En la visió tradicional xinesa, la dinastia Tang representa una de les èpoques glorioses de la Xina.
No obstant això, aquesta època d'esplendor va acabar al final del regnat de Xuanzong. Tot i l'aparent fortalesa de l'imperi, el general d'origen centreasiàtic An Lu Shan va dirigir un dels intents de rebel·lió de la història xinesa: La Rebel·lió d'An Lu Shan, que va sacsejar els fonaments de l'estat xinès l'any 755.
Tot i que l'estat, en mans del nou emperador Suzong, finalment va sufocar la rebel·lió l'any 763, les conseqüències se'n notarien en els següents segles.
La pèrdua de poder efectiu per part de l'estat, que per erradicar la rebel·lió havia hagut de fer concessions a militars i a pobles fronterers, com els uigurs i els tibetans, va fer que el control efectiu sobre els recursos del territori es reduís d'una manera dràstica. El model d'estat centralitzat i fort que havien implantat els Tang es va enfonsar, i no tornaria a existir un estat fort i centralitzat fins a la proclamació de la República Popular de la Xina al segle xx.
Molt més afeblida, la dinastia Tang es mantindria en el poder a Chang'an fins a principis del segle x.
L'any 904, el dirigent militar Zhu Wen va llançar un atac contra Chang'an, destruí la ciutat i feu matar la cort de l'emperador. Finalment, el 907, Zhu Wen va fer matar l'últim emperador Tang i va proclamar una nova dinastia: la dinastia Liang, amb capitals a les ciutats de Luoyang i Kaifeng.

### Període de les Cinc Dinasties i els Deu Regnes
Després de la fi de la dinastia Tang, amb la fundació de la dinastia Liang al nord de la Xina, s'inicia una etapa d'inestabilitat que veuria succeir cinc dinasties breus al nord de la Xina (dinastia Liang posterior, dinastia Tang posterior, dinastia Jin posterior, dinastia Han posterior i dinastia Zhou posterior), mentre que al sud van aparèixer deu regnes independents. Aquesta època, del 907 al 960, els historiadors xinesos la coneixen com el "període de les Cinc Dinasties i els Deu Regnes", o simplement "de les Cinc Dinasties".
Les Cinc Dinasties (Wu Dai) i els Deu Estats (Shi Guo) fan referència als regnes formats tant al nord, Wu Dai, com al sud, Shi Guo. La historiografia xinesa ignora el sud, anomenant aquest període només per les cases regnants del nord: Liang, Tang, Jin, Han i Zhou, que conformen les Cinc Dinasties. A partir de la caiguda de la dinastia Tang, es va iniciar un moviment basculant, en què el sud va substituir el nord des d'un punt de vista no sols econòmic sinó també polític i artístic. El nord, amenaçat eternament per les invasions, va portar els seus habitants al sud de Yangzi, on se sentien protegits dels bàrbars i on van poder desenvolupar-se econòmicament per l'agricultura o el comerç.
Entre els pobles invasors, els kitanes es van imposar sobre la resta i van instaurar la dinastia Liao (907-1125). Es van estendre geogràficament des de l'actual Manxúria fins a la província de Hebei i conqueriren la ciutat de Yu (avui, Pequín); el seu poder va ser molt gran, això els va permetre exigir un tribut a la dinastia Jin (936-943) i continuar les seves conquestes cap al sud.
Al costat dels kitanes, amb una menor força i presència, es va establir un poble procedent del Tibet, els Shato, que per mitjà del seu poder militar van imposar les seves formes de govern i costums als Han, basant el seu govern en el poder militar i no en la raó ni en la força de la seva cultura. Mentre al nord es van anar creant estructures polítiques més o menys sòlides que donaven a entreveure la possibilitat d'una reunificació, els Deu Estats del Sud (Shi Guo) es van debilitar per petites guerres de conquesta, i facilitaren la invasió dels regnes del nord. L'any 960, Chao Kuangyin (emperador Daizu, 960-976), va iniciar el procés d'unificació del país, inaugurant una nova dinastia, la Song.

### Dinastia Song
L'any 960, el militar de la dinastia Zhou del Nord, Zhao Kuangyin, fundava la dinastia Song, continuació de les cinc dinasties que es van succeir al nord després de la caiguda dels Tang. Aquesta dinastia, que va establir la capital a Kaifeng, va aconseguir conquerir els regnes del sud i va reunificar gran part del territori que havia estat sota sobirania Tang.
Durant la dinastia Song, es va produir un gran desenvolupament del comerç. Es generalitza l'ús de diners, i augmenta de manera espectacular el moviment de persones i mercaderies dins del país. Aquest augment del comerç porta a l'aparició de grans ciutats.
Durant el període Song, es van succeir tres estats importants formats per pobles de l'ètnia no xinesa al nord. Els khitan fundarien la dinastia Liao al nord-est. Al nord-oest, en les actuals regions de Gansu i Ningxia, els tangut funden la dinastia Xia occidental. El tercer d'aquests estats, i el més important, seria la dinastia Jin, fundada pels jurchen, que arribaria a conquerir el nord de la Xina, obligant els Song a fugir al sud l'any 1127. Aquests tres estats van adoptar el model dinàstic xinès, de manera que la historiografia tradicional xinesa els inclou en les llistes de dinasties.
El període Song es pot dividir en dues parts: Song del Nord, fins al 1127, quan la dinastia controlava la part principal del territori històric de la Xina, i Song del Sud, del 1127 al 1279, període durant el qual la cort Song va haver de refugiar-se al sud, i establí la capital en l'actual Hangzhou, després de la seva derrota davant els Jin. Des del sud, els Song mantenien l'objectiu de reconquerir el nord, però mai van poder fer front a la superioritat militar dels pobles altaics.
La reunificació de la Xina es produiria, paradoxalment, gràcies a la conquesta del territori xinès per un altre poble estranger procedent del nord: els mongols.
Per raons de política exterior, va tenir dues capitals, la primera en va ser Pian (avui Kaifeng) a la província de Henan, on la dinastia Song del Nord va regnar del 960 al 1127. Per l'avanç dels kitans i dels mongols cap al sud, es va aconsellar traslladar la capital a Linan (avui Hangzhou) a la província de Zhejiang, i s'hi inicià un segon període anomenat Song del Sud (1127-1279).
Durant la dinastia Song, va sorgir el renaixement intel·lectual i artístic Song, a causa del desenvolupament del comerç intern i extern, i també mesures polítiques canalitzades cap a la coexistència amb els pobles del nord mitjançant el pagament de tributs.
El ministre de l'emperador Shenzhong (1068-1085), Wang Anshi (1021-1086), va ser qui va desenvolupar aquestes reformes amb el Memoràndum de les deu mil paraules o l'articulació del canvi social adequat als nous temps.
Existia una absència de mobilitat social, per l'assentament d'una classe il·lustrada (shih) sobre el rígid sistema d'exàmens; aquesta va ser una de les causes per les quals les innovacions tecnològiques i econòmiques no van constituir el motor del canvi social, com sí que va succeir a Europa. Wang Anshi, amb les seves reformes polítiques i econòmiques, va intentar dotar la classe mercantil (shang) de suficient poder per a poder contrarestar la manca de moviment dels shih, per això és que va introduir en les matèries d'examen a l'estat el coneixement tècnic i científic, ignorats fins a aquesta època. Va afavorir també el desenvolupament del paper moneda i les lletres de canvi, per tal d'agilitar el comerç entre les diferents regions, i també protegir els petits propietaris i camperols equilibrant la pressió fiscal. Va desenvolupar el sistema de graners com a rebost de l'estat. El desenvolupament de les comunicacions interiors i la navegació van afavorir el desenvolupament econòmic, però no van ser eficaces per a frenar l'avanç militar dels pobles del nord.
L'any 1127, després de la captura de l'emperador Huizong i de l'emperadriu regent, la cort va fugir a la ciutat de Nanquín i d'aquí a Hangzhou, on es va establir provisionalment. La ciutat d'Hangzhou es va convertir, gràcies a la dinastia Song, en una ciutat rica i en la més poblada del món, amb una manera de vida absolutament diferent a la del nord, a causa del desenvolupament d'una economia monetària i de l'exportació del te i la porcellana. La dinastia va finalitzar amb la victòria militar dels mongols i l'inici de la dinastia Yuan.

### Dinastia Yuan
Els mongols, poble nòmada del nord de llengua altaica, arribarien a establir un dels majors imperis de la història de la humanitat. Sota el seu gran líder Genguis Kan, les conquestes mongoles van arribar a unir sota el seu imperi territoris tan distants com l'Europa oriental, l'Iran i la Xina. El mateix Genguis Kan va aconseguir la conquesta dels Xia occidentals, mentre que el seu fill Ogodei, el segon gran kan, va derrotar els Jin el 1234.
L'Imperi Mongol havia estat dividit en quatre parts. Una d'aquestes, el Kaganat, va ocupar gran part del territori de les actuals Xina i Mongòlia. L'any 1271, el Gran Kan Kublai va fundar una dinastia a l'estil xinès, sota el nom Yuan, amb capital a Pequín.
Kublai Kan, ja com a emperador Yuan, va derrotar definitivament la dinastia Song del Sud en la batalla de Yamen, el 1279.
Els emperadors mongols van haver d'enfrontar-se a la difícil tasca de governar una societat molt diferent de la seva. Van classificar la població en diverses categories ètniques i, després d'un període d'interrupció, van reprendre els exàmens imperials per captar funcionaris per a l'administració.
El període Yuan va estar marcat per una gran inestabilitat social, situació agreujada per desastres naturals, com les inundacions a la vall del riu Groc, que van provocar fams, i també per l'epidèmia de pesta, que va afectar una gran part del territori.

### Dinastia Ming

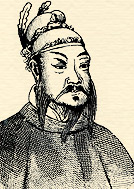
Representació artística de Zhu Yuanzhang, el fundador de la dinastia Ming

El desordre social del final de la dinastia Yuan va provocar nombroses rebel·lions contra els mongols. Un líder rebel d'origen humil, Zhu Yuanzhang, funda la dinastia Ming el 1368, i n'estableix la capital a Nanjing.
A Zhu Yuanzhang, l'emperador Hongwu, li succeirà, després d'una breu guerra civil, el seu fill l'emperador Yongle, que traslladarà la capital a Pequín.
L'emperador Hongwu de la dinastia Ming va morir a l'edat de 71 anys; va sobreviure a la mort de l'emperadriu i del seu fill i hereu per cinc anys. Dotzenes de concubines van ser cremades vives en el seu funeral i enterrades amb ell; la tomba és al sector nord de la muntanya Morada d'Or, a Nanquín: es va construir de l'any 1381 i al 1405.
Durant el regnat de Yongle, la Xina es convertiria en la primera potència marítima del món, com evidencien els set viatges de Zheng He al sud d'Àsia i Àfrica. No obstant això, aquests viatges no tindrien continuïtat. Probablement, pel cost que devien suposar per a les arques de l'estat, la Xina va abandonar la seva flota i va renunciar a continuar les expedicions marines.
En l'àmbit econòmic, durant el període Ming, cau en desús el paper moneda, a causa dels problemes d'inflació que generava, i es comença a utilitzar la plata. Tot i que els Ming havien prohibit el comerç amb estrangers, l'escassetat d'argent a la Xina fa que sorgeixin nombrosos contactes comercials amb el Japó i, més endavant, amb els portuguesos, que s'estableixen a Macau des de mitjans del segle xvi, i amb els espanyols, que transportaven plata d'Amèrica a les Filipines.

### Dinastia Qing

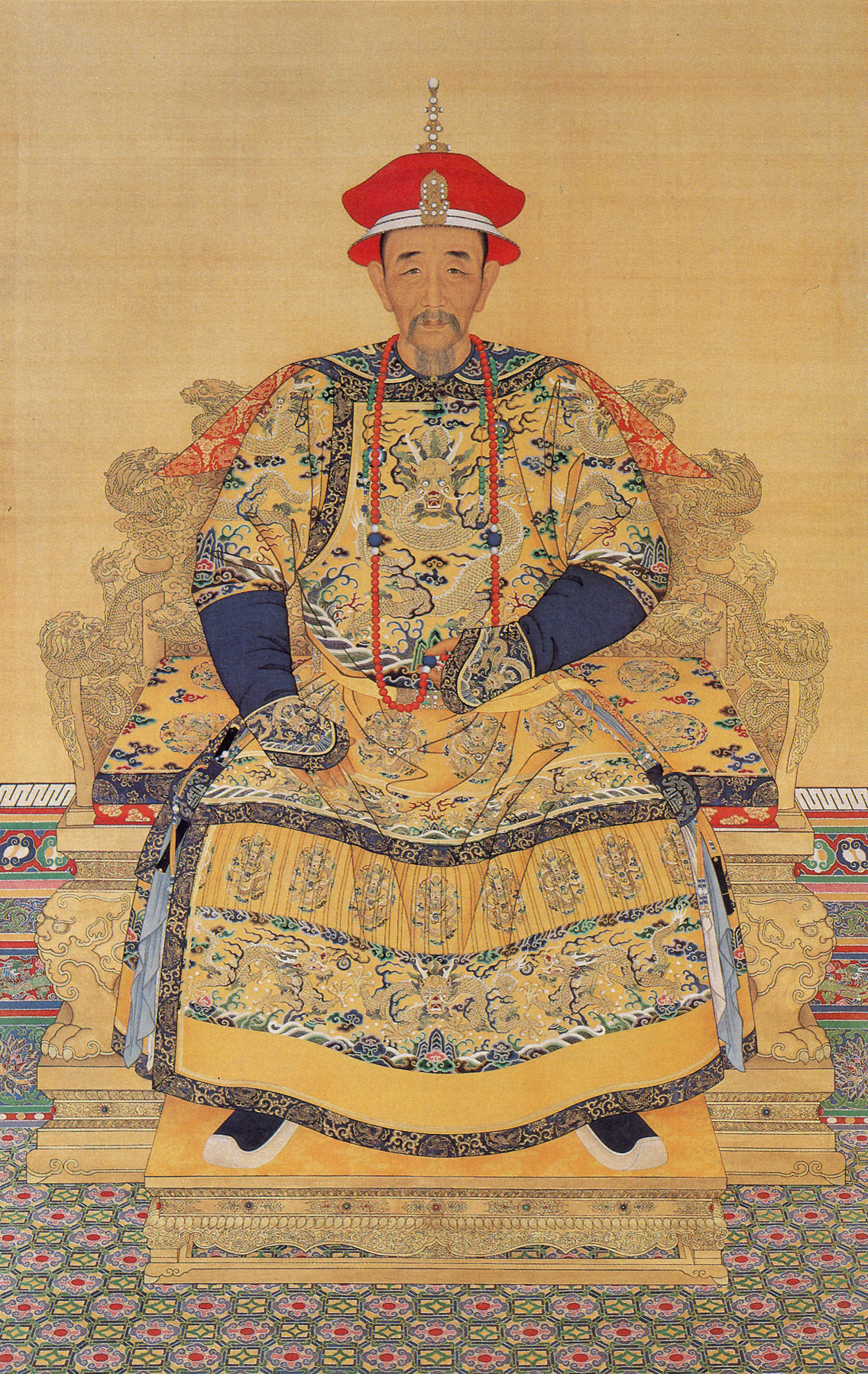
Retrat de l'emperador Kangxi (1661-1722), un dels principals monarques Qing

L'any 1644, la dinastia Qing, procedent de Manxúria, conquereix Pequín.
A la Xina, la dinastia Qing ha estat considerada una dinastia opressora. Els manxús van imposar el seu estil de pentinat i de vestir a la població xinesa, i la llengua manxú s'utilitzava per als afers més importants en la cort, dominada per la classe dirigent d'origen manxú.
La dinastia Qing consolidaria l'expansió territorial de la Xina i incorpora a l'imperi Taiwan, Tibet, Xinjiang i Mongòlia.
Tot i la fortalesa militar de l'imperi Qing, es van succeir les rebel·lions en contra seu. La més important de les rebel·lions antimanxús va ser la Rebel·lió Taiping, que causaria milions de morts entre 1851 i 1864.
Al llarg del segle xix, es van succeir les disputes comercials amb les potències occidentals, que van donar lloc a la Primera Guerra de l'Opi, que enfrontà la Xina amb el Regne Unit entre 1839 i 1842, i a la Segona Guerra de l'Opi, entre 1856 i 1860, en què una aliança francobritànica va prendre la ciutat de Canton. El resultat d'aquestes guerres va ser la signatura dels tractats de Nanquín i de Tianjin, pels quals el Regne Unit va aconseguir la sobirania sobre part de l'actual territori de Hong Kong, a més de drets comercials i de navegació per a les potències occidentals.

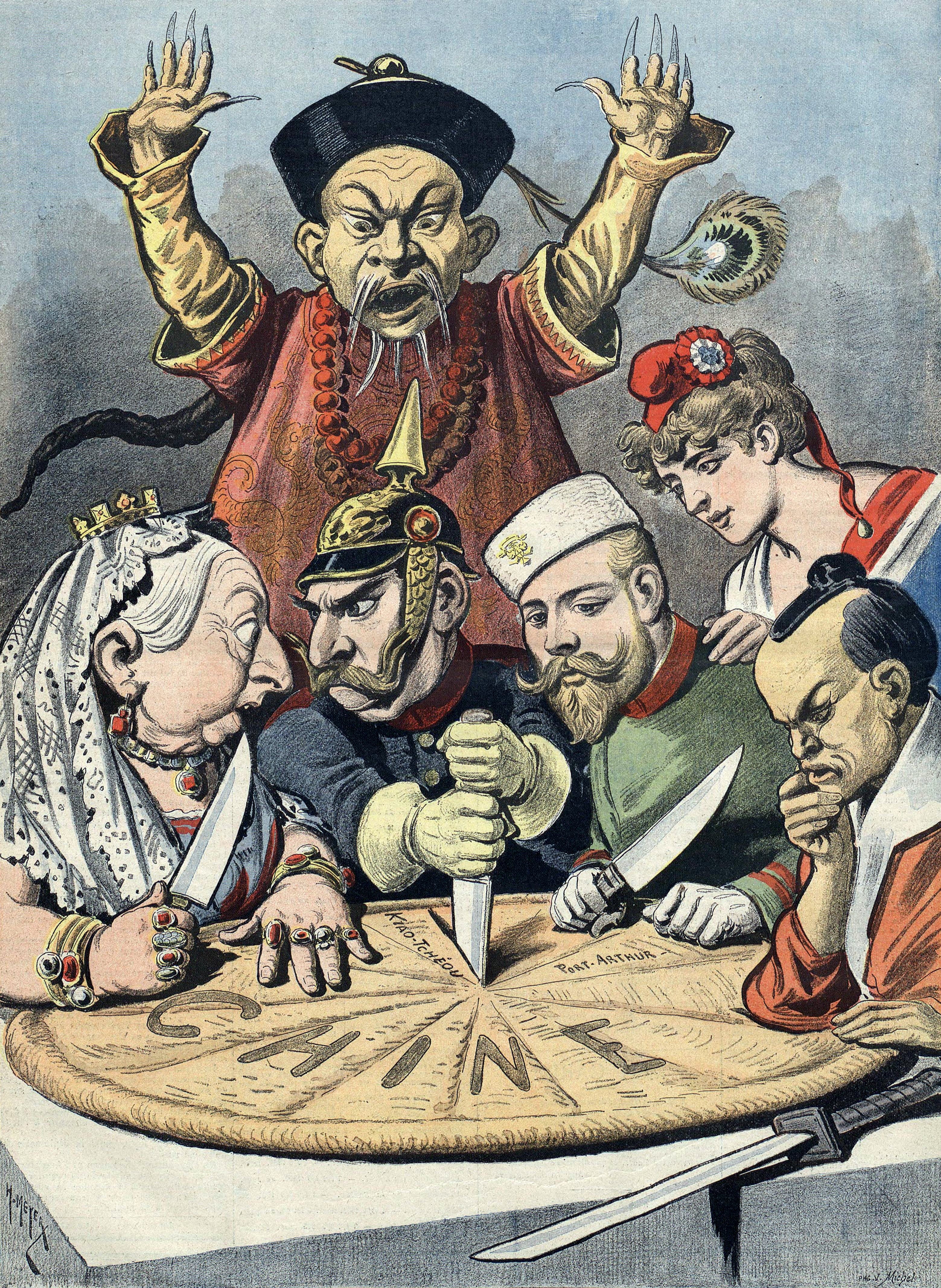
La Xina és dividida entre el Regne Unit, Alemanya, Rússia, França i el Japó

En les últimes dècades de la dinastia Qing, sota el comandament de la poderosa emperadriu regent Cixi, van continuar els conflictes amb les potències estrangeres per disputes comercials. A més a més, la rivalitat amb el Japó per la influència sobre Corea va provocar la Guerra sinojaponesa entre 1894 i 1895. Després de la derrota xinesa en aquesta guerra, se signa el tractat de Shimonoseki, pel qual la Xina reconeixia la independència de Corea, que passava a estar sota influència japonesa, i cedia Taiwan al Japó.
La derrota davant del Japó va fer créixer el desprestigi de la dinastia Qing. Els tractats desiguals ferien l'orgull dels xinesos. La Xina havia quedat endeutada amb els conflictes, la seva sobirania estava amenaçada, les ciutats costaneres es trobaven sota control estranger i els rius estaven oberts a la navegació d'embarcacions de guerra d'altres països. El conflicte entre la minoria manxú i la majoria de xinesos d'ètnia han a poc a poc s'havia anat diluint durant el regnat de la dinastia Qing. Tanmateix, els conflictes entre aquestes dues ètnies van reaparèixer novament amb el declivi de la dinastia manxú i, sobretot, després de la repressió brutal que va posar fi la Rebel·lió Taiping que van desestabilitzar la societat rural xinesa i van debilitar la infraestructura de l'Estat. Davant de la necessitat urgent d'obtenir fons, els Qing van vendre certificats del cos de funcionaris xinès, la qual cosa va minar la credibilitat del sistema d'exàmens confucianista, base de l'organització administrativa.

## Revolució Xinhai i intents de restauració de l'Imperi
La Revolució Xinhai va tenir lloc a la Xina entre 1911 i 1912 i que va finalitzar amb la instauració d'un sistema polític republicà a Manxúria, la qual cosa va significar la fi de 268 anys de govern de la dinastia Qing i de segles de govern imperial. La revolució va començar amb una primera batalla del dia 10 d'octubre de 1911 i va finalitzar amb l'abdicació de l'emperador Pu Yi el 12 de febrer de 1912. El març de 1912 es va promulgar una constitució de caràcter parlamentari amb elecció de diputats i d'un president. Les primeres eleccions s'haurien d'efectuar en un termini de deu mesos. Sun Yat-sen, amb la intenció de poder participar en les eleccions, va crear el partit polític Guomindang, més conegut en occident com Kuomintang (KMT). L'1 de juliol de 1917, el senyor de la guerra general Zhang Xun (張勛) va proclamar la restauració de l'Imperi, ara bé, aquest projecte fracassà arran de l'oposició que trobà a tot arreu de la Xina i de l'acció del senyor de la guerra general Duan Qirui; els republicans arribaren a bombardejar la Ciutat Prohibida, i l'intent de restauració finalitzà el 12 de juliol. Els pactes de l'Edicte d'Abdicació van estar vigents fins que, el 1924, el senyor de la guerra Feng Yuxiang desposseí Pu Yi del títol imperial i l'expulsà de la Ciutat Prohibida.

## Edat contemporània
La corrupció dels dirigents del Guomindang i l'entorn bèl·lic internacional fan que les guerres continuïn. Persisteixen els saquejos de les potències occidentals. L'Imperi japonès envaeix primer Manxúria i després la resta de l'estat.
Durant les dècades de 1930 i 1940, es barreja la Guerra civil i la guerra contra la invasió estrangera; en aquest entorn, el Partit Comunista de la Xina i l'Exèrcit roig van prenent força. Primer, el final de la Segona Guerra Mundial suposa la derrota del poder militar japonès; després, es reprèn la Guerra civil que acabarà amb la fugida del govern nacionalista a Taiwan i la instauració pel Partit Comunista de la Xina de la República Popular de la Xina el 1949.
Des de la instauració de la República Popular de la Xina fins a l'actualitat s'ha de distingir dos períodes. El primer període, dominat per la figura de Mao Zedong, arriba fins al 1975. Mao sempre va voler transformar i modernitzar l'estat usant el comunisme, per això va trasbalsar-lo amb grans reformes o experiments socioeconòmics, els més importants s'anomenen: les Mil Flors, Gran Salt Endavant i la Revolució cultural.
Després de la mort de Mao, la Xina entra en el període que s'anomena reforma i obertura de la Xina (改革开放), iniciat per Deng Xiaoping «El Gran Timoner» i que continua fins a l'actualitat. Aquest període està caracteritzat per un fort creixement econòmic i per la normalització de les relacions internacionals. Tot i l'esfondrament dels règims comunistes arreu després de la caiguda del mur de Berlín, el règim de la República Popular de la Xina persisteix en un model de comunisme reeixit econòmicament, mentre lluita per un control regional amb els seus estats veïns, especialment la República de la Xina i el Japó, amb qui manté unes tenses relacions diplomàtiques. A nivell intern, la dissidència política és controlada amb mà ferma per evitar canvis democratitzadors, amb esdeveniments sagnants com la Massacre de Tian'anmen.

### República de la Xina

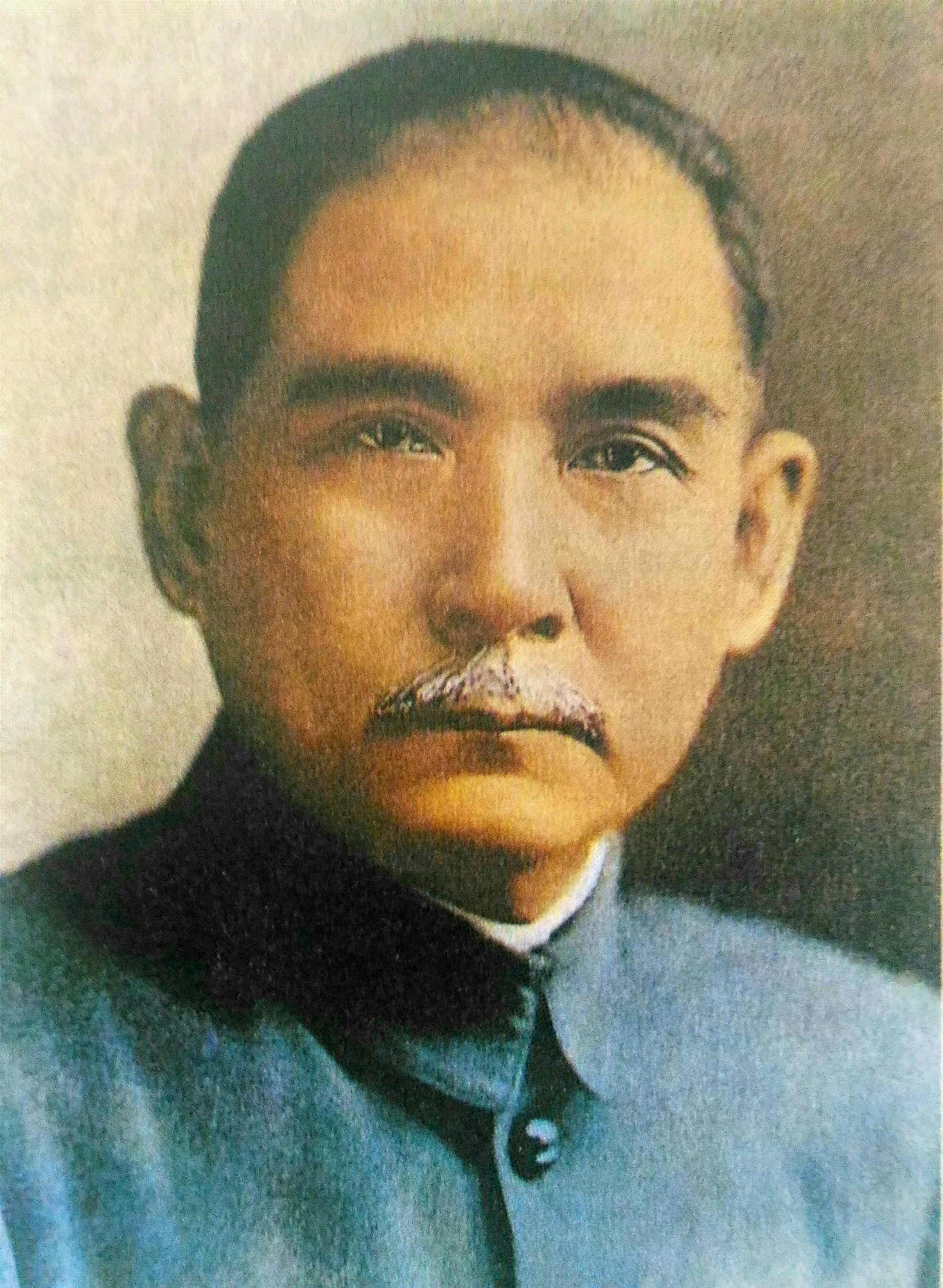
Sun Yat-sen, primer president de la República de la Xina

El 10 d'octubre del 1911, es produeix l'Aixecament de Wuchang, rebel·lió contra la dinastia Qing en l'actual ciutat de Wuhan, que provoca la Revolució de Xinhai, que acabarà amb l'enderrocament definitiu de l'últim emperador Qing, Puyi, el 1912.
El líder revolucionari xinès Sun Yat-sen, en tenir notícia de l'Aixecament de Wuchang, torna a la Xina des dels Estats Units. Encara que Sun arriba a ser nomenat president de la República de la Xina, el país està dividit, dominat per dirigents locals, i arriba a un acord amb el destacat militar Yuan Shikai, que controlava les restes de l'exèrcit Qing al nord, perquè aquest sigui president.
L'ambició de Yuan Shikai, que arribaria a autoproclamar-se emperador el 1915, fa créixer l'oposició. La Xina es trobava encara dividida, i Sun Yat-sen torna de l'exili per instal·lar-se a Canton, des d'on dirigeix el Kuomintang, el partit polític que ell havia fundat. A Canton, Sun Yat-sen funda l'Acadèmia Militar Whampoa, en la qual es formarà l'exèrcit que, sota el comandament de Chiang Kai-shek, successor de Sun Yat-sen al capdavant del Guomindang (KMT), aconseguirà conquerir gran part de la Xina i establir a Nanquín la capital de la República de la Xina, complint l'ambició de Sun Yat-sen.
A la mort de Sun Yat-sen, el 1925 el Guomindang es dividí en dues faccions, els partidaris de Wang Jingwei i els de Chiang Kai-shek, que finalment esdevé president de la República. Inicialment el Guomindang i el Partit Comunista Xinès, col·laboren en la lluita contra els senyors de la guerra feudals en l'Expedició del Nord, de 1926. Però a partir de 1927 Chang Kai-Shek decideix eliminar la influència de l'esquerra, i l'abril inicia una campanya de repressió, depuració i execucions contra els comunistes i l'ala esquerra del KMT. L'agost el PCX encapçala una revolta a Nanchang, i crea l'Exèrcit Roig, antecedent del futur Exèrcit Popular d'Alliberament. El KMT durà a terme campanyes militars per aniquilar el PCX i combatre els diferents aixecaments camperols i els Soviets fundats en diverses regions, aliant-se en ocasions amb els senyors de la guerra. Començaria la Guerra Civil xinesa que s'allargarà, amb el parèntesi de la II Guerra Mundial, fins a 1949. D'altra banda, l'imperialisme japonès pressiona la Xina. El 1931, el Japó conquereix Manxúria, i hi estableix l'estat titella de Manxukuo. El 1937, l'exèrcit japonès inicia una invasió a la Xina. Wang Jingwei forma un govern col·laboracionista a Nanjing conegut com a Govern Nacionalista de Nanjing.
Durant la invasió japonesa, el govern de Chiang Kai-shek abandona la capital, Nanquín, ocupada pel Japó, es replega a l'interior, i s'estableix a la ciutat de Chongqing. El Guomindang i el Partit Comunista de la Xina encapçalat per Mao Zedong estableixen una treva i combaten conjuntament la invasió japonesa.
Després del final de la Segona Guerra Mundial el 1945, el Japó abandona les seves conquestes a l'Àsia i la Xina recupera Manxúria i Taiwan.
Acabada la guerra, El Gumonidang i el Partit comunista de la Xina inicien negociacions i s'estableix l'Acord del Doble Desè, pel qual el PCX reconeix el govern del KMT i el KMT es compromet a legalitzar tots els partits i convocar eleccions democràtiques per decidir el futur govern de la Xina. El govern del KMT no compliria els acords i deixaria fora de la llei les altres forces com el Partit Comunista o la Llliga Democràtica Xinesa. La guerra a gran escala entre les forces del PCX i les forces democràtiques aliades i el governs de KMT va esclatar el 26 de juny de 1946, suposarà l'inici de la darrera etapa de Guerra civil.
En contra de les previsions, l'Exèrcit Popular d'Alliberament (EPA) dels comunistes i aliats aconseguiran vèncer l'exèrcit del KMT, inicalment molt més nombrós, armat i amb suport Occidental.
En un primer moment l'ofensiva serà del KMT, que atacarà els territoris comunistes del Nord, i assolirà la major victòria ocupant la ciutat de Yan'an el juny de 1947, però seguidament l'Exèrcit Popular d'Alliberament (EPA), passà a l'ofensiva, afavorits per la creixent impopularitat del govern, en contrast amb les polítiques de repartiment de terres als camperols dels comunistes, de manera que esdevingué una guerra revolucionària.
L'EPA va recuperar primer la Plana Central i el Nord-est la segona meitat de 1947. El 1948 l'EPA alliberà les ciutats de Shenyang i Changchun, i progressivament comença a guanyar territori. El gener de 1949 alliberà Tianjin i Beijing. L'abril de 1949 creuà el riu Iang-Tsé i conquerí la capital del KMT, Nanquín, controlant la resta de la xina continental poc després.
L'1 d'octubre de 1949 es proclamava la República Popular de la Xina, amb la direcció del Partit Comunista i la participació de les altres forces polítiques del Front Unit.
El govern del Kuomintang, amb part de l'exèrcit i molts dels seus simpatitzants, es trasllada a Taiwan, des d'on confiava a poder reconquerir el continent. Aquesta situació, però, acabaria mantenint-se i la República de la Xina continua existint en l'actualitat a l'illa de Taiwan.

### República Popular de la Xina

Imatge del president Mao a la porta de Tian'anmen a Pequín

L'1 d'octubre del 1949, el líder del Partit Comunista Xinès Mao Tse Tung proclama la República Popular de la Xina des de la porta de Tian'anmen de la Ciutat Prohibida de Pequín.
Mao va ser el líder màxim de la Xina fins a la seva mort, el 1976. El seu període de govern va estar marcat per profundes commocions socials i polítiques, com les campanyes del Gran Salt Endavant o la Revolució cultural. El descobriment d'una carretera construïda per la Xina a Aksai Chin que uneix les províncies del Tibet i Xinjiang, passant pel poble de Tianshuihai, el major del territori reclamat per Índia, amb 1.600 habitants fou una de les principals raons de la guerra sino-índia de 1962 que va tenir lloc a la frontera de l'Índia amb la Xina a l'est de Bhutan i a Aksai Chin, a l'oest del Nepal, però l'Índia va ser derrotada i des d'aleshores Jawaharlal Nehru realitzà una política de bons veïnats.
Després de la mort de Mao, el successor elegit per aquest, Hua Guofeng, no va aconseguir consolidar el poder, que va acabar en mans de Deng Xiaoping.
Deng Xiaoping va iniciar un procés de reformes econòmiques i l'obertura comercial a la resta del món. Des de llavors, l'economia xinesa ha aconseguit créixer a un ritme espectacular. Malgrat aquests èxits econòmics, la repressió política es va manifestar d'una manera especialment tràgica el 1989, amb la intervenció de l'exèrcit per acabar amb les protestes de la Plaça de Tian'anmen.
Després de la mort de Deng, el seu successor Jiang Zemin va mantenir el poder fins que, entre els anys 2002 i 2004, va ser substituït en tots els seus càrrecs per Hu Jintao.
Durant la dècada del 2010 el país presentava un creixement econòmic paral·lel als danys del medi ambient, amb ciutats amb pol·lució atmosfèrica crònica. El 2015 hi van ocórrer quatre desastres importants: una estampida humana a Xangai la nit de cap d'any, el bolcament d'un creuer al riu Iang-Tsé, una explosió massiva en un magatzem de productes químics a Tianjin i el despreniment d'un muntó d'enderrocs i terra excavada al parc industrial de Shenzen. Aquests desastres van ocórrer per negligència malgrat les dures sancions.